# 역사상대주의
역사상대주의(歷史相對主義, 문화어: 력사상대주의, 독일어: Historismus)는 실증주의 역사관의 기반 개념으로, 한 시대에 존재했던 인간의 의식은 역사의 해석학적 연구로부터 도출해낼 수 있다는 논리이다. 이미 수많은 역사가 다른 형태를 보이고 있기에, 인간의 속성도 상대적이라는 상대주의로 나아갈 수 있는 논리를 갖추고 있었다. 이 학설은 19세기에 형성된 역사철학의 한 조류로 독일역사학파에서 비롯되었다.

## 슈내델바하의 정의
슈내델바하는 역사상대주의의 의미를 자신의 저서 《헤겔 이후의 역사철학》에서 다음 3가지로 볼 수 있다고 주장하였다.

### 실증주의
19세기에는 과거에 대한 지식이 급증하여 많은 사료가 수집되고 해석되었다. 역사학의 지위도 매우 커졌는데, 이것이 너무 과하다는 회의가 생기기 시작했다. 무엇보다 니체가 이러한 실증주의 비판에 큰 영향을 미쳤는데, 그는 실증적으로 주어진 역사적 사실에 의해서만 진정한 의식에 도달할 수 있다는 실증주의에 반기를 들었다. 역사와 현재의 연관성을 생각하지 않은 것도 경계하였는데, 결론적으로 그는 역사를 연구되는 객체로서 평가 절하되는 역사상대주의를 비판한 것이다.

### 상대주의
규범이나 가치와 같은 모든 것들이 역사적이라는 인식은 역사상대주의 이전부터 존재해왔다. 그러나 이것이 논리적으로 나타난 것은 19세기 경이었다. 이로부터 규범과 가치는 절대적이지 않고, 역사적으로 제한된 상대적인 타당성을 갖는다는 상대주의가 나타났다. 이와 반대되는 입장에서 실존주의와 가치철학이 발전했다.

### 새로운 인생관과 세계관
인간, 인간이 만들어 낸 문화와 가치에 대한 우리의 모든 사고의 근본적인 역사화를 고려해야 한다는 인식을 말한다. 우리 자신이 역사적 사고를 발판으로 존재의 근거와 방향을 역사적인 차원에서 찾아야만 한다는 인식으로 근본적인 것은 역사인식의 주체가 인식되어야만 하는 역사적 객체의 존재방식이라는 것이다. 이는 곧 역사적 인식이 인간의 자기인식이라는 통찰이다.

## 평가
역사상대주의에 대한 평가는 다양하다. 마이네케는 역사상대주의에 우호적인 입장이었다. 루카치는 역사상대주의가 이성을 파괴하였다고 주장했으며, 트퇼치는 역사상대주의를 극복할 것을 제창하였다. 칼 포퍼는 전체주의를 가능하게 한 역사주의(Historicism)와 이 역사상대주의(Historism)를 구별했다. 이처럼 역사상대주의에 대한 평가는 다양하나 수용과 거부의 양극으로 나뉜다고 볼 수 있다.

## 역사상대주의 역사가들
- 레오폴트 폰 랑케
- 요한 구스타프 드로이젠
- 테오도어 몸젠
- 트라이치케
- 야코프 부르크하르트
- 프리드리히 마이네케
- 게르하르트 리터

## 같이 보기
- 역사

- 역사주의